# Люффа
Лю́ффа, или Лу́ффа, или Лю́фа (лат. Lūffa) — род травянистых лиан семейства Тыквенные.
Ареал рода — тропические и субтропические регионы Азии и Африки. Общее число видов — более пятидесяти.

## Ботаническое описание

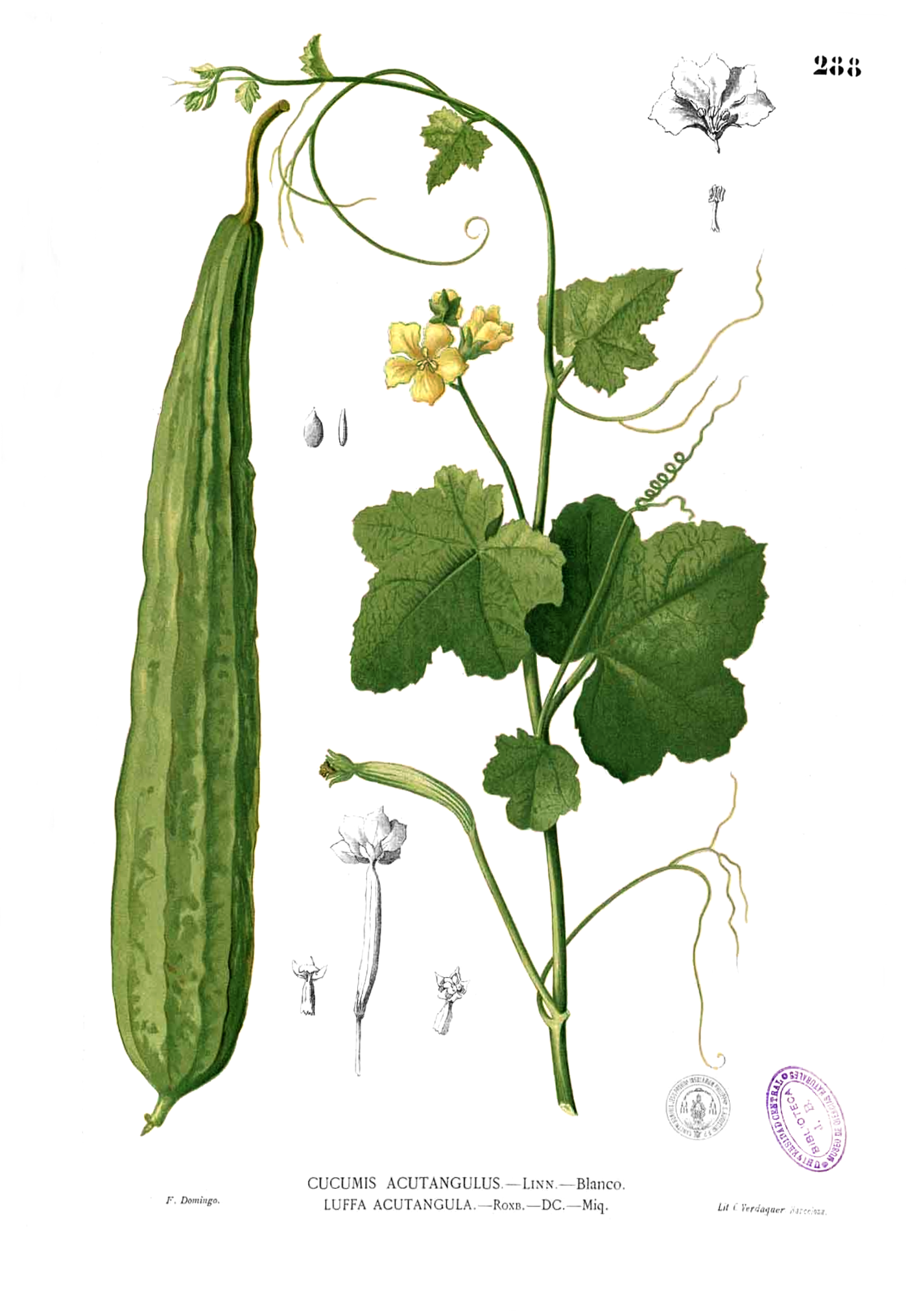
Luffa acutangula.

Листья очередные пяти- или семилопастные, иногда цельные.
Цветки крупные раздельнополые, жёлтые или белые. Тычиночные цветки собраны в кистевидные соцветия, пестичные располагаются одиночно.
Плоды удлинённые цилиндрические, внутри сухие и волокнистые с множеством семян.

## Хозяйственное значение и применение
Некоторые виды культивируются.

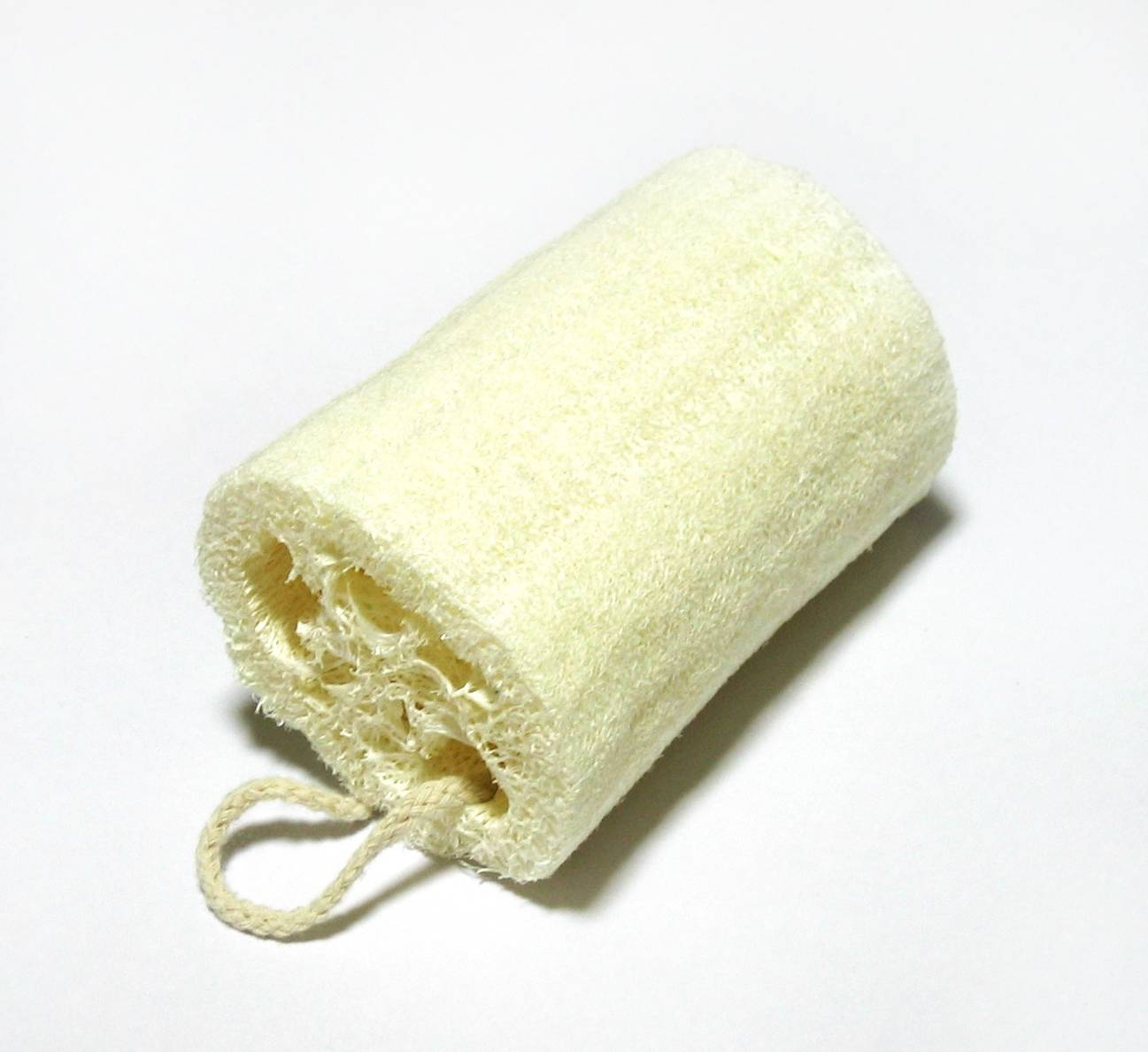
Мочалка из люффы

Зрелые плоды некоторых видов используются для изготовления мочалок, сходных с губками (которые, как и само растение, называются люффа). Такая растительная губка одновременно с процедурой мытья обеспечивает хороший массаж.
Используются как фильтрующий элемент для очистки воды в технических устройствах, где не предъявляются высокие требования к очистке, предназначаются для улавливания крупных включений (окалины, песка). Устанавливаются в виде наборных блоков в тёплые ящики судовых котельных установок.
Молодые плоды люффы остроребристой и египетской употребляются в пищу как овощи.
Семена люффы содержат более 25 % масла, пригодного для технических целей.
Из люффы также делают мыло.

## Классификация
Род Люффа относится к трибе Benincaseae подсемейства Cucurbitoideae семейства Тыквенные (Cucurbitaceae).

### Синонимы
Синонимика рода включает следующие названия:
- Poppya Neck. ex M.Roem.
- Trevauxia Steud., orth. var.
- Trevouxia Scop.
- Turia Forssk. ex J.F.Gmel.

### Некоторые виды
Общее числов видов — около пятидесяти. Некоторые из них:
- Luffa acutangula (L.) Roxb. — Люффа остроребристая
- Luffa aegyptiaca Mill. — Люффа египетская
- Luffa astorii Svenson
- Luffa echinata Roxb. — Люффа колючая
- Luffa graveolens Roxb.
- Luffa operculata (L.) Cogn. — Люффа прикрытая
- Luffa quinquefida (Hook. & Arn.) Seem.
- Luffa sepium (G.Mey.) C.Jeffrey